# 697 Galilea
697 Galilea è un asteroide della fascia principale del diametro medio di circa 80,14 km. Scoperto nel 1910, presenta un'orbita caratterizzata da un semiasse maggiore pari a 2,8812538 UA e da un'eccentricità di 0,1557606, inclinata di 15,14147° rispetto all'eclittica.
Il suo nome è in onore di Galileo Galilei, astronomo italiano che scoprì i satelliti di Giove.